# 柏原警察署
柏原警察署（かしわらけいさつしょ）は、大阪府警察が管轄する警察署の一つである。

## 所在地
- 大阪府柏原市古町2丁目9番9号 
  - JR関西本線（大和路線） 柏原駅
  - 近鉄大阪線 安堂駅
  - 近鉄道明寺線 柏原南口駅

## 管轄区域
- 柏原市

## 沿革
- 1876年（明治9年）：八尾警察署柏原屯所として開署
- 時期不明：柏原分署と改称
- 時期不明：柏原警察署に昇格
- 1962年（昭和37年）：現在地に移転
- 1980年（昭和55年）：本館新築

## 交番
- 安堂交番 - 柏原市上市三丁目15番21号
- 柏原駅前交番 - 柏原市上市一丁目3番6号
- 柏原交番 - 柏原市大正一丁目6番17号
- 国分交番 - 柏原市国分本町一丁目2番27号
- 玉手交番 - 柏原市玉手町17番1号
- 平野交番 - 柏原市平野一丁目10番1号

## 駐在所
- 堅上駐在所 - 柏原市大字青谷1019番地の1